# Dinematocricus repandus
Dinematocricus repandus är en mångfotingart som beskrevs av Carl Graf Attems 1914. Dinematocricus repandus ingår i släktet Dinematocricus och familjen Rhinocricidae. Inga underarter finns listade i Catalogue of Life.